# Ипотечный калькулятор
Ипотечный калькулятор - это специальный инструмент, призванный помочь заемщику рассчитать ипотечный кредит (ипотеку). Обычно результатом расчета является величина ежемесячного платежа и суммарная переплата.

## Зачем нужен ипотечный калькулятор?
Если оформляется ипотечный кредит на дом, квартиру, земельный участок то этот инструмент нужен для определения суммарной переплаты банку, ежемесячного платежа. Профессиональные ипотечные калькуляторы позволяют определить также размер страховки по ипотеке за каждый год, а также возможный размер налогового вычета. Эти данные нужны для принятия решение о получении ипотечного займа на основе его стоимости и возможного снижения размера этой стоимости. Брать и применять калькулятор нужно при получении ипотеки, чтобы прикинуть ежемесячный платеж — сможете ли вы его платить. С помощью калькулятора можно сравнить различные варианты ипотечного кредита и выбрать с минимальной переплатой.

## Что нужно для работы ипотечного калькулятора?
Для расчета потребуются следующие данные:
- Сумма ипотеки (за исключением первоначального взноса), пример 1 млн рублей
- Процентная ставка по ипотеке, обычно указывается % годовых
- Срок кредита, обычно в месяцах, например 120 месяцев или 10 лет.
- Тип платежей (схема погашения задолженности) — аннуитетные или дифференцированные[1]
- Дата выдачи, дата начала выплат - эти две даты даны в ипотечном договоре. Нужны для наиболее точного расчета и построения графика платежей

Все эти эти величины можно узнать в ипотечном договоре, который подписывает заемщик при получении жилищного кредита. Первоначальный взнос также может участвовать в расчете, однако ежемесячный платеж рассчитывается на сумму выданного кредита, а не на стоимость жилья.

## Результаты расчета
После нажатия рассчитать калькулятор показывает детальную информацию по рассчитанному ипотечному займу.
- Общая переплата по кредиту — сумма процентов, которую заемщик должен выплатить в конце срока.
- Общая сумма к оплате — сумму, которую заемщик должен вернуть банку за весь срок выплаты
- Ежемесячный платеж — та сумма, которую мы обязаны платить каждый месяц по ипотеке до окончания срока кредита
- График платежей — специальная таблица, по которой видно, сколько и когда заемщик должен заплатить. В ней указан размер процентов, которые входят в состав каждого платежа, а также сумма, которая идет в погашение основного долга по кредиту

Результаты расчёта носят предварительный характер и не являются абсолютно точными. Точный расчёт кредита предоставляет банк при выдаче. В банках кредит считает автоматизированная банковская система(АБС). Каждый банк считает по-своему, у каждого различный график выплат. Хотя все банки используют формулу аннуитетного платежа.

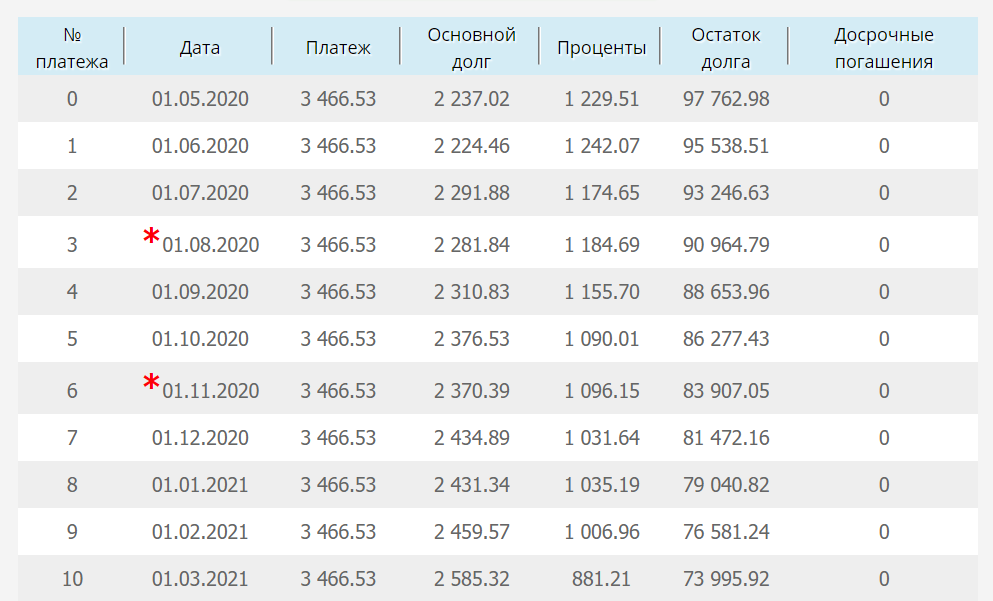
Пример графика платежей по кредиту

## Как считает калькулятор?
Расчет ипотечного калькулятора в основном базируется на формуле аннуитетного или дифференцированного платежа. Программный код вычисляет по этой формуле ежемесячный платеж, строит график выплат. Расчет возможен в Excel. Для этого нужно использовать функцию ПЛТ().
Пример расчета в Excel: =ПЛТ(10 %/12; 5*12; 100 000; 0; 0) — расчет ежемесячного платежа по кредиту под 10 %, на 5 лет, сумма кредита 100 000 рублей. Полученная величина получается отрицательной.

## Какие бывают ипотечные калькуляторы
На данный момент существует несколько разновидностей калькуляторов
1. Простой ипотечный калькулятор. Есть на сайте любого банка. Позволяет на основании суммы, срока рассчитать переплату и ежемесячный платеж. Кроме того калькулятор сразу считает плате
2. Кредитный калькулятор с досрочным погашением — позволяет спрогнозировать изменение графика платежей при досрочном погашении.
3. Калькулятор суммы ипотеки по ежемесячному платежу. На основании суммы ежемесячного платежа ставки и срока калькулятор вычисляет возможный размер ежемесячного кредита. Этот калькулятор позволяет понять, какая сумма ипотеки доступна заемщику на основании суммы, которую он может платить каждый месяц.